# 瑞安·卡布雷拉
瑞安·弗兰克·卡布雷拉（Ryan Frank Cabrera），生于1982年7月18日，是一位来自美国的流行摇滚歌手和音乐家。2004年，他发行了自己的首张单曲“On The Way Down”,收录在专辑《Take It All Away》中。此后他还发行了其它两张专辑：《You Stand Watching》《The Moon Under Water》

## 职业生涯

### 早期
来自美国德州的Ryan Cabrera，从13岁开始自学吉他，但从没想过要往音乐的方面发展。直到他听了Dave Matthews的音乐，Ryan深受影响，促使原本就弹有一手好吉他的Ryan，跟他高中死党们开始尝试朋克音乐，也以Acoustic的方式组团玩音乐。不久，Ryan的乐队便在家乡相当出名。曾在录音室实习过的Ryan，藉此磨炼出了制作与混音的幕后操控技能。他的哥哥在他生日时，送给他一个免费录制自己创作的歌曲的机会作为生日礼物。除了获得家乡不错的销售量外，他还自销性地借助网站进行贩卖，就这样最终吸引到Atlantic唱片的注意，于是Ryan于2001年获签旗下，开始录制首张个人专辑。

### 《Take It All Away》
在被签到Atlantic唱片旗下后，Ryan的首张单曲《On The Way Down》于2004年5月首次在美国发布。这首歌在发布后第15天冲上了Billboard Hot 100单曲榜。
《Take It All Away》在2004年8月17日首次发布，获得了一周内卖出66000份的好成绩，且最终得到白金唱片认证。。
同时，他还为电影《变相怪杰》制作了配乐《Inside Your Mine》，为《神奇四侠》制作了《Always Come Back To You》。

### 《You Stand Watching》
Ryan Cabrera在2005年9月20日发布了他的第二张专辑《You Stand Watching》，专辑内包括单曲《Shine On》和在Ashlee Simpson的启发下创作出的《Photo》。这张专辑一共售出了37000张，最终获得了黄金唱片认证。

### 《I Will Remember You》
2006年，Ryan Cabrera发布了单曲《I Will Remember You》，这首歌被选作美剧《威尔和格蕾丝》大结局的结尾曲以及《So You Think You Can Dance》的告别曲。后来又被重新录制，收录到专辑《The Moon Under Water》中。

### 《The Moon Under Water》
《The Moon Under Water》在2008年5月13日发布，同时还发布了两支单曲《Say》和《Enemies》。

### 近况
2012年7月3日Ryan Cabrera发布了新单曲《Home》，他在8月2日公布的另一支单曲《I See Love》在iTunesTOP100中达到了第83名。
2014年，他签约Dynamite Music，成为签约Dynamite Music的第一个音乐家。他的新EP将在2014年秋季发布。

## 作品

### 专辑
| 名称                 | 详情                    |
| -------------------- | ----------------------- |
| Elm St.              | 发行时间：2001年        |
| Take It All Away     | 发行时间：2004年8月17日 |
| You Stand Watching   | 发行时间：2005年9月20日 |
| The Moon Under Water | 发行时间：2008年5月13日 |

### 单曲
| 标题文字 | 标题文字                           |
| -------- | ---------------------------------- |
| 2004     | On The Way Down True               |
| 2005     | 40 Kinds of Sadness Shine On Photo |
| 2006     | I Will Remember You                |
| 2008     | Say Enemies                        |
| 2012     | Home I See Love                    |